# Isla de la Redonne
Isla de la Redonne (en francés: Île de la Redonne; también escrito Islote de la Redonne; îlot de la Redonne) Es una isla deshabitada de la península de Giens que hace parte de la comuna de Hyères, departamento de Var, en la región de Provenza-Alpes-Costa Azul en la costa del mar mediterráneo al sur del país europeo de Francia.